# Трубридж, Уильям

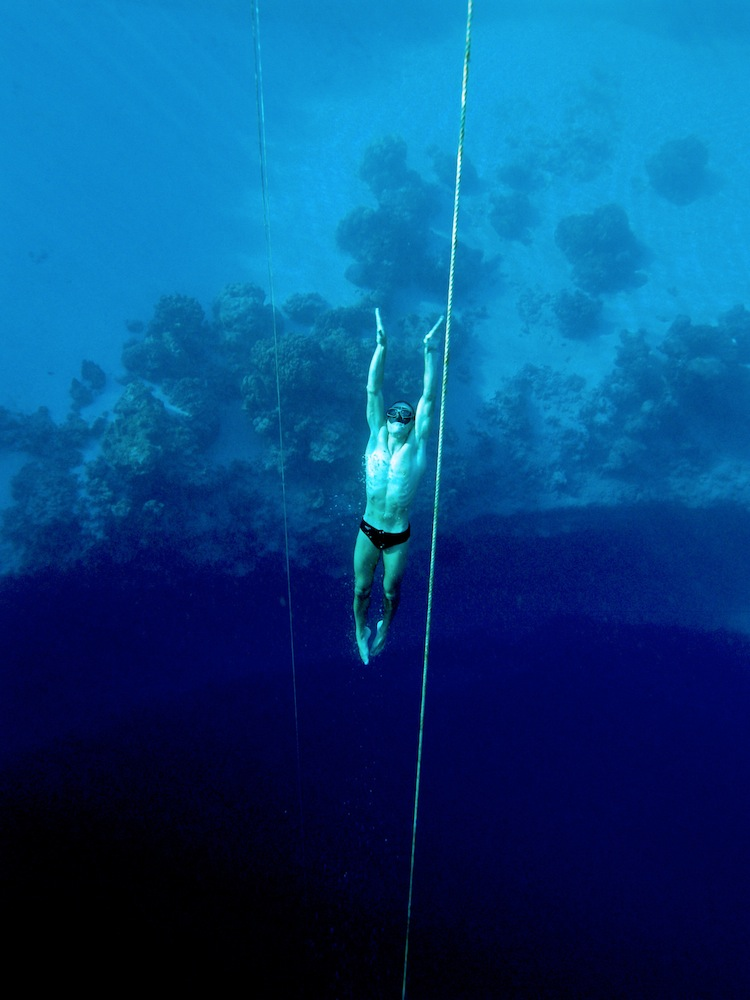
Уильям Трубридж в Голубой дыре Дина

Уильям Трубридж (род. 24 мая 1980) — чемпион мира и обладатель мировых рекордов по фридайвингу из Новой Зеландии.
Установил мировой рекорд в дисциплине «Постоянный вес без ласт» и стал первым человеком, достигшим глубины 100 метров без специальных приспособлений.
Мировые рекорды:
- 81 м, Постоянный вес без ласт, 9 апреля 2007
- 82 м, Постоянный вес без ласт, 11 апреля 2007
- 84 м, Постоянный вес без ласт, 4 апреля 2008
- 107 м, Свободное погружение, 8 апреля 2008
- 86 м, Постоянный вес без ласт, 10 апреля 2008
- 108 м, Свободное погружение, 11 апреля 2008
- 88 м, Постоянный вес без ласт, 10 апреля 2009
- 90 м, Постоянный вес без ласт, 3 декабря 2009
- 92 м, Постоянный вес без ласт, 19 апреля 2009
- 116 м, Свободное погружение, 22 апреля 2010
- 95 м, Постоянный вес без ласт, 26 апреля 2010
- 96 м, Постоянный вес без ласт, 10 декабря 2010
- 100 м, Постоянный вес без ласт, 14 декабря 2010
- 101 м, Постоянный вес без ласт, 16 декабря 2010
- 121 м, Свободное погружение, 10 апреля 2011
- 122 м, Свободное погружение, 30 апреля 2016 [4]
- 124 м, Свободное погружение, 2 мая 2016[5]
- 102 м, Постоянный вес без ласт, 21 июля 2016

Несмотря на то, что Уильям работает в глубоководных дисциплинах, он смог набрать наибольшее количество очков в личном зачёте на Первенстве Мира по командному фридайвингу в Окинаве в 2010 году.
18 января 2011 года Уильям Трубридж получил международную премию «Абсолютный фридайвер» (WAFA) и был назван лучшим фридайвером с наивысшей суммарной оценкой в шести дисциплинах фридайвинга: в закрытой воде — статическое апноэ, динамическое апноэ с ластами, динамическое апноэ без ласт; и в открытой — постоянный вес с ластами, постоянный вес без ласт и свободное погружение.
Уильям Трубридж является инструктором Академии апноэ и в настоящее время с сентября по май руководит школой фридайвинга «Вертикальная лазурь», а также организовывает ежегодные одноимённые соревнования в Голубой дыре Дина на острове Лонг-Айленд на Багамах. Летом он преподаёт на курсах в Европе и проводит тренировки в Высшем тренировочном центре Тенерифе. Уильям Трубридж спонсируется компаниями Suunto и Орка (Orca).